# Юсуф Зу Нувас
Юсуф Асар Ясар Зу Нувас (Масрук) (на арабски: يوسف ذو نواس) е последният цар (517/518 – 525) на Химярит – независимо царство в южната част на Арабия. Още преди да се изкачи на трона Зу Нувас приема юдаизма.
Еврейските източници не споменават за Зу Нувас, но съвременните му християнски и арабски източници, открити през 1950 г., разкриват неговата история. Южноарабските надписи помагат да се възстанови почти изцяло периодът на царуването му.
Преследванията, на които Зу Нувас е подлагал своите християнски поданици, изправят срещу царството му почти целия тогавашен християнски свят, а съседната през Червено море християнска Етиопия започва военна кампания срещу царството му. Зу Нувас все пак успява да отблъсне етиопските войски извън границите на царството, но пада убит в една от битките.
Известно е, че Зу Нувас поддържа отношения с еврейските законоучители в Тверия, която по него време е главен еврейски център в Палестина.
През 1931 г. в южната част на Арабския полуостров, югоизточно от Сана, е разкрита гробница, в която по мнението на учените е погребан Зу Нувас.
| Времеви показател на царуването на Зу Нувас в историята на юдаизма |
| ------------------------------------------------------------------ |
| пари танаи амораи савораи гаони ришоним ахароним                   |